# Municipio de Cerritos
El municipio de Cerritos es uno de los 59 municipios del estado mexicano de San Luis Potosí. Su cabecera es la localidad de Cerritos.

## Historia
El municipio de Cerritos fue establecido en 1830 a partir de la localidad de Cerritos y sus pueblos circundantes.

## Geografía
El municipio de Cerritos se encuentra a 1151 metros sobre el nivel del mar. Colinda al noroeste con el municipio de Guadalcázar, al noreste con el municipio de Santo Domingo, al suroeste con el municipio de San Nicolás Tolentino y al sureste con el municipio de Villa Juárez.

## Localidades
| Localidad    | Población |
| ------------ | --------- |
| Cerritos     | 13 786    |
| Ojo de Agua  | 1234      |
| Joya de Luna | 599       |
| Derramaderos | 519       |